# شوهی کیشیدا
شوهی کیشیدا (انگلیسی: Shohei Kishida؛ زادهٔ ۳ آوریل ۱۹۹۰) بازیکن فوتبال اهل ژاپن است.
از باشگاه‌هایی که در آن بازی کرده‌است می‌توان به باشگاه فوتبال ساگان توسو اشاره کرد.